# Lynn Headley
Lynn Headley (eigentlich Lynsworth Headley; * 7. April 1943 in Kingston) ist ein ehemaliger jamaikanischer Sprinter.
Bei den Olympischen Spielen 1964 in Tokio erreichte er über 100 m das Halbfinale und wurde in der 4-mal-100-Meter-Staffel Vierter.
1966 gewann er bei den British Empire and Commonwealth Games in Kingston Silber mit der jamaikanischen 4-mal-110-Yards-Stafette. Über 100 Yards schied er im Halbfinale aus.
Sein Vater ist der Cricketspieler George Headley.

## Persönliche Bestzeiten
- 100 Yards: 9,4 s, 16. Mai 1964, Stillwater
- 100 m: 10,50 s, 14. Oktober 1964, Tokio